# Canción insignia
Una canción insignia es una canción con la que un cantante o grupo musical es más identificado, incluso si ha tenido éxito con otras canciones. Pueden ser resultado de la identificación espontánea del público, y/o una estrategia de marketing desarrollada por la industria musical para promocionar a los artistas, vender sus discos y formar un grupo de fans.
Una canción insignia es fija dentro del repertorio de muchos artistas, y las eligen para interpretarlas en cada concierto en que actúan. Los programas de marketing de las compañías discográficas y las expectativas de los fanes por esas canciones insignia a veces resultan en la dificultad de los artistas para poder interpretar otros tipos de música. Dos ejemplos famosos de este fenómeno son el pésimo trato que Ricky Nelson recibió de sus fanáticos en el Madison Square Garden en 1971 y la pública pelea de Merle Haggard con Capitol Records para lanzar su álbum tributo a Bob Wills luego del éxito de "Okie from Muskogee" en 1969.
Este término no es generalmente aplicado a los one-hit wonder, es decir, a artistas que son identificados por una única canción exitosa, ya que el resto de sus canciones no tuvieron éxito.